# Emily Sadka
Emily ou Emma Sadka (1920 - Perth, 19 de julho de 1968) foi uma historiadora e pesquisadora iraquiana-singapuriana com especialização em História Política da região da Malásia, que lecionou na Universidade da Malásia (Singapura) e em universidades australianas.

## Biografia
Sadka era a filha mais velha de Sassoon Samuel Sadka e sua esposa, Sarah, judeus originários de Bagdá. Ela era sobrinha-neta de Moshe Sadka, o Rabino-Chefe de Bagdá, e prima do Ministro-Chefe de Singapura, David Marshall.
Ela estudou na Raffles Girls 'School de 1928 a 1935, depois ingressou no curso especial de bolsa de estudos no Raffles Institute, em 1935, aos 16 anos. Ela era menor de idade para o exame na época e tentou novamente no ano seguinte. Em dezembro de 1937, foi anunciado que ela havia ganhado a bolsa British Malayan Queen's Scholarship, que fornecia passes de ida e volta da Inglaterra, juntamente com o custo da educação em Oxford, Cambridge ou qualquer outra universidade, por até quatro anos. Ela foi a primeira mulher judia a ganhar essa bolsa. Outros vencedores foram Lim Chong Eu (18) da Escola Livre de Penang, que se tornaria Ministro-Chefe de Penang, Chin Kim Hong (19) da Escola King Edward VIII em Taiping e Mohamed Ismail bin Mohamed Ali (19) da Victoria Institution em Selangor. Ela estudou história moderna no St. Hilda's College, Oxford, onde obteve um B.A. (First Class Hons.) em História em 1941.
Ela aprendeu russo e as línguas escandinavas e, em 1942, ganhou uma bolsa Carnegie para realizar pesquisas na administração soviética nas ex-colônias czaristas da Ásia Central. Em 1946, ela frequentou as aulas noturnas do Conselho do Condado de Londres sobre literatura e eventos atuais e deu uma série de palestras sobre a União Soviética para o Instituto Literário de Marylebone. Ela também serviu no comitê do Centro Internacional da Juventude em Londres. Em setembro de 1947, ela estava na Austrália em férias, seu trabalho sobre o assunto estava quase concluído e ela planejava a apresentação de seu doutorado, tese a ser realizada na Inglaterra em 1948.

## Morte
Emily Sadka morreu em 19 de julho de 1968 em Perth, Austrália Ocidental, no mesmo ano em que sua tese revisada em livro, "The Protected Malay States, 1874-1895", foi publicada.
Três caixas de seus rascunhos manuscritos e extratos de vários periódicos são mantidos na Biblioteca Nacional da Austrália, e na Biblioteca da Universidade Nacional da Austrália.